# Bú-Tik
Bú-Tik (chiń. trad. 武徳) – siódmy album studyjny tajwańskiego zespołu muzycznego Chthonic. Wydawnictwo ukazało się 29 maja 2013 roku nakładem wytwórni muzycznej Ciongzo Idea w Azji. W Europie i Stanach Zjednoczonych płyta trafiła do sprzedaży dzięki firmie Spinefarm Records. Natomiast w Japonii płytę wydała oficyna Howling Bull. Gościnnie w nagraniach wziął udział m.in. chiński dysydent Su Beng, który zaśpiewał w utworze "共和 (Next Republic)".

## Lista utworów
Opracowano na podstawie materiału źródłowego.
1. "武裝 (Arising Armament (Intro))" - 02:27 (utwór instrumentalny)
2. "破夜斬 (Supreme Pain for the Tyrant)" - 04:45
3. "尼可拉斯 (Sail into the Sunset's Fire)" - 04:00
4. "共和 (Next Republic)" - 04:12
5. "大械鬥 (Rage of my Sword)" - 04:38
6. "亡命關 (Between Silence and Death)" - 04:39
7. "火薰時代 (Resurrection Pyre)" - 05:00
8. "火燒島 (Set Fire to the Island)" - 03:47
9. "暮沉武德殿 (Defenders of Bú-Tik Palace)" - 05:23
10. "重殖武裝 (Undying Rearmament (Outro))" - 01:49 (utwór instrumentalny)

## Twórcy
Opracowano na podstawie materiału źródłowego.
| Zespół Chthonic w składzie - Freddy Lim (Left Face of Maradou) – wokal prowadzący, erhu - Doris Yeh (Thunder Tears) – gitara basowa, wokal wspierający - Jesse Liu (The Infernal) – gitara, wokal wspierający - Dani Wang (Azathothian Hands) – perkusja - CJ Kao (Dispersed Fingers) – instrumenty klawiszowe |  | Dodatkowi muzycy - Tsai Chen-Nan – wokal (8) - Su-nung Chao – erhu - Su Beng - wokal (4) - Meiyun Tang – wokal (9) - Lin Chi-an – wokal wspierający - Achino Chang – shehnai - Chen Ming-Chang – đàn nguyệt - Hsu Shu Chuan – conch, dizi, shakuhachi Inni - Rickard Bengtson – miksowanie, produkcja muzyczna, realizacja nagrań - Oink Chen – design |